# Albert Joseph von Hoditz

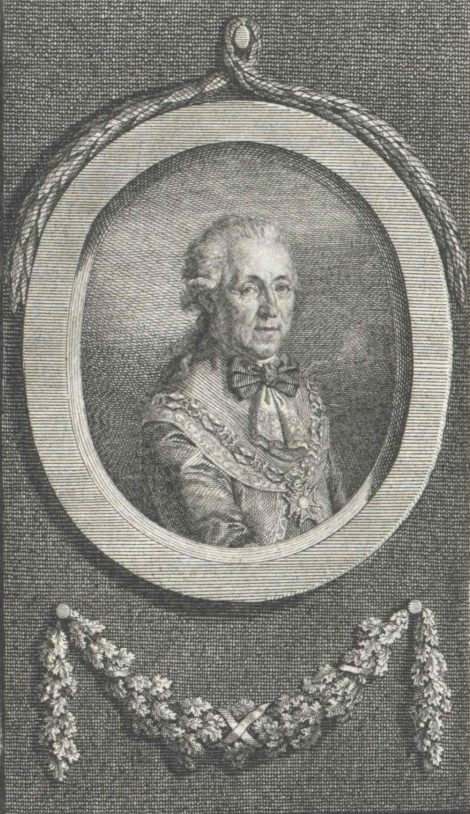
Albert Joseph von Hoditz

Albert Joseph Reichsgraf von Hoditz und Wolframitz (* 16. Mai 1706 in Roßwald; † 18. März 1778 in Potsdam) war ein aus Mähren stammender habsburgischer Gutsbesitzer in der Zeit der Aufklärung.

## Herkunft
Seine Eltern waren der Graf Carl Joseph von Hoditz und Wolframitz (1673–1741) und dessen Ehefrau Eleonore Barbara von Paczensky und Tenczin (1676–1725). Sein Bruder Isidor wurde preußischer Oberst, zwei weitere Brüder wurden Geistliche.

## Leben
Albert Joseph von Hoditz wurde auf dem Hoditz’schen Familiengut Roßwald bei Hotzenplotz in Österreichisch-Schlesien (heute Osoblaha, Mähren) geboren, dicht an der preußischen Grenze. Er erhielt seine Erziehung von Hauslehrern, später in Breslau und Liegnitz, unternahm längere Reisen nach Italien und gehörte als Kämmerer zum Hofstaat Kaiser Karls VI.
Am 14. Juli 1734 (im Alter von 28 Jahren) heiratete er Sophia von Sachsen-Weißenfels, die Witwe des Markgrafen Georg Wilhelm von Bayreuth, die damals fast 50 Jahre alt war.
Hoditz pflegte Kontakte nach ganz Europa, kultivierte einen „phantastischen Kunstsinn“ und zählte unter anderem auch den Herrscher des aufgeklärten Absolutismus Friedrich den Großen zu seinen Freunden.
Hoditz war Freimaurer und vom Gedankengut der Aufklärung sehr angetan. Der Aufklärer gehörte der 1741 gegründeten Loge Aux Trois Squelettes in Breslau an, die vom späteren Fürstbischof Philipp Gotthard von Schaffgotsch geleitet wurde. Auf Anweisung Schaffgotschs nahm Hoditz 1742 die Einsetzung der ersten Loge Aux Trois Canons („Zu den drei Regelwerken“) in Wien vor, womit ihm eine besondere Rolle bei der Entstehung des Freimaurerei in Österreich zukam.
Nachdem Hoditz sein Vermögen von legendenumwobenen 5 Millionen Talern ausgegeben hatte – vor allem für den luxuriösen Umbau des Schlosses in Roßwald –, war er bankrott und verbrachte seine letzten beiden Lebensjahre auf Einladung König Friedrichs in Potsdam, wo er am 18. März 1778 starb.

## Landgut Rosswalde

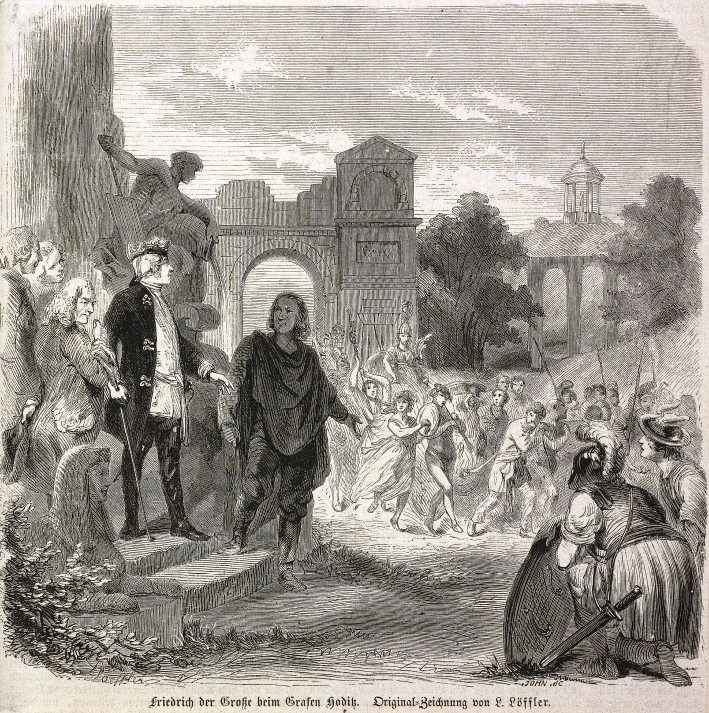
Friedrich der Große beim Grafen Hoditz. Zeichnung von Ludwig Löffler

In Roßwald lebte Hoditz von der Erträgen seiner Grundherrschaft. In der Folge widmete er sich besonders dem Ausbau dieses Landgutes. Ähnlich wie später Fürst Pückler in Muskau ließ Hoditz eine umfangreiche landschaftsarchitektonische Neugestaltung vornehmen; daneben wurde das Schloss durch zahlreiche Baumaßnahmen verändert, so dass man mitunter von Roßwald als einem „Feensitz“ sprach. Den großen Park ließ er mit Gebäuden, Tempeln, Bosketten, Statuen, Wasserkünsten etc. schmücken, zudem kamen dort Theaterstücke zur Aufführung. Hoditz war bestrebt, seine Untertanen wesentlich in die Hofhaltung einzubinden, so wurden die Kunstwerke in Roßwald größtenteils von „dilettantischen Künstlern“ angefertigt, die er aus der lokalen Bevölkerung heranbilden ließ. Auch die vor Ort tätigen Schauspieler, Tänzerinnen, Sänger etc. stammten fast sämtlich aus Roßwald oder aus der näheren Umgebung. Hoditz’ Schöpfungen erregten großes Aufsehen. Friedrich der Große besuchte ihn 1758 und 1770 in Roßwald, wo Hoditz ein prachtvolles Fest für ihn veranstaltete, das unter anderem aus dem Besuch von Hoditzʼ „Serail“ und einer Schachpartie mit Lebendfiguren bestand, worauf Friedrich Hoditz sein Wohlgefallen durch eine poetische Epistel und ein bedeutendes Geschenk bezeugte.

## Pionier der Feuerbestattung
Zu den Legenden, die die Gestalt von Hoditz umgeben, gehört auch sein Ruf als Pionier der Feuerbestattung. Sein Sarg liegt, seinem Wunsch entsprechend, noch heute unter der Dorfkirche von Rosswald.

## Nachwirken
Nach dem Tod des Besitzers ließ sein Lehensherr, der Bischof von Olmütz, die aufwändigen Parkanlagen, wegen Hoditz`sündigem Ruf einebnen. Das Schloss ging durch verschiedene Hände. Nach dem Zweiten Weltkrieg verwahrloste es, seit 2012 wurde es renoviert und kann inzwischen in der Regel von April bis September besichtigt werden. Auf Befehl Friedrichs des Großen wurde ein Teil der Jägerstraße in Potsdam, wo Hoditz am Ende wohnte, in Hoditzstrasse umbenannt;  sein Palais war das heutige Haus Nr. 9. Die Korrespondenz Hoditz’ mit dem preußischen König ist zum größten Teil in dessen Œuvres abgedruckt.

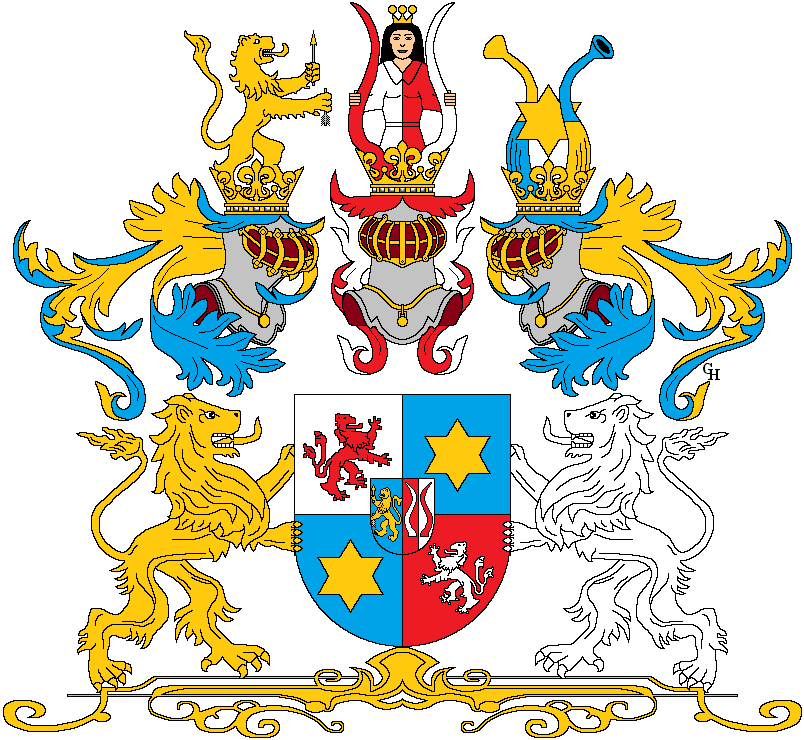
Wappen der Grafen Polzer-Hoditz und Wolframitz, 1917.

Das Geschlecht der Reichsgrafen von Hoditz und Wolframitz erlosch im 19. Jahrhundert im Mannesstamm. Während des Ersten Weltkrieges adoptierte Mathilde von Hoditz und Wolframitz († 1932) die Kinder aus der Ehe ihrer Schwester Maria Christine († 1924), die mit dem österreichischen Beamten Julius Ritter von Polzer (1834–1912) verheiratet war, wodurch diese den Namen Ritter von Polzer-Hoditz und Wolframitz erhielten. 1917 richtete Maria Christine von Hoditz und Woframitz (1824–1924) die Bitte an Kaiser Karl I., den Grafenstand der Familie Hoditz „mit einem die Embleme der Familien der Ritter von Polzer und der Grafen von Hoditz und Woframitz vereinigenden Wappen“ auf ihre Kinder übertragen zu dürfen. Sie tat dies, als ihr jüngerer Sohn Arthur Polzer (* 2. August 1870 in Lemberg; † 24. Juli 1945 in Baden bei Wien), ein promovierter Jurist, am 7. Februar 1917 Leiter der kaiserlichen Kabinettskanzlei geworden war. Nachdem das Ansuchen mittels Handschreiben vom 11. Oktober 1917 an den k. k. Minister des Inneren Friedrich Graf Toggenburg (1866–1950) genehmigt worden war, führten Arthur Polzer, sein Bruder Ludwig Polzer, Gutsbesitzer und Offizier, sowie Geschwister und deren Nachkommen den Namen und Titel eines Grafen von Polzer-Hoditz und Wolframitz. Das Geschlecht der Reichsgrafen von Hoditz und Wolframitz erlosch endgültig am 13. März 1932 mit dem Tode von Mathilde von Hoditz und Wolframitz, der Tante von Arthur und Ludwig von Polzer-Hoditz.